# Mirosław Kryński
Mirosław Zbigniew Kryński (ur. 21 października 1886 w Warszawie, zm. 21 lipca 1917 tamże) – polski filolog, wykładowca Towarzystwa Kursów Naukowych w Warszawie, członek Towarzystwa Naukowego Warszawskiego.
Był synem Adama Antoniego (filologa, profesora uniwersyteckiego) i Zofii z Roykiewiczów. Uczęszczał do II Gimnazjum Filologicznego w Warszawie oraz Gimnazjum Św. Anny w Krakowie; w latach 1905–1908 studiował filozofię na Uniwersytecie Jagiellońskim, m.in. u Jana Łosia, Kazimierza Nitscha i Jana Michała Rozwadowskiego. Kontynuował następnie studia slawistyczne na Uniwersytecie Wiedeńskim (1908) i Lwowskim (1908-1909), uzupełniał jeszcze studia na Uniwersytecie Jagiellońskim w latach 1911-1912. Pracował jako profesor języka polskiego i łacińskiego w Szkole Agronomicznej E. Rontalera we Lwowie (1901-1911), od 1911 pełnił tam funkcję inspektora (do 1916). Od 1916 wykładał językoznawstwo porównawcze, gramatykę języka polskiego i filologię wschodniosłowiańską w Towarzystwie Kursów Naukowych w Warszawie. W 1917 został członkiem Towarzystwa Naukowego Warszawskiego i otrzymał propozycję objęcia Katedry Sanskrytu na Uniwersytecie Warszawskim; zmarł wskutek choroby serca, nie zdążywszy skorzystać z tej oferty. Został pochowany na cmentarzu Powązkowskim w Warszawie (kwatera 66-6-20/21).

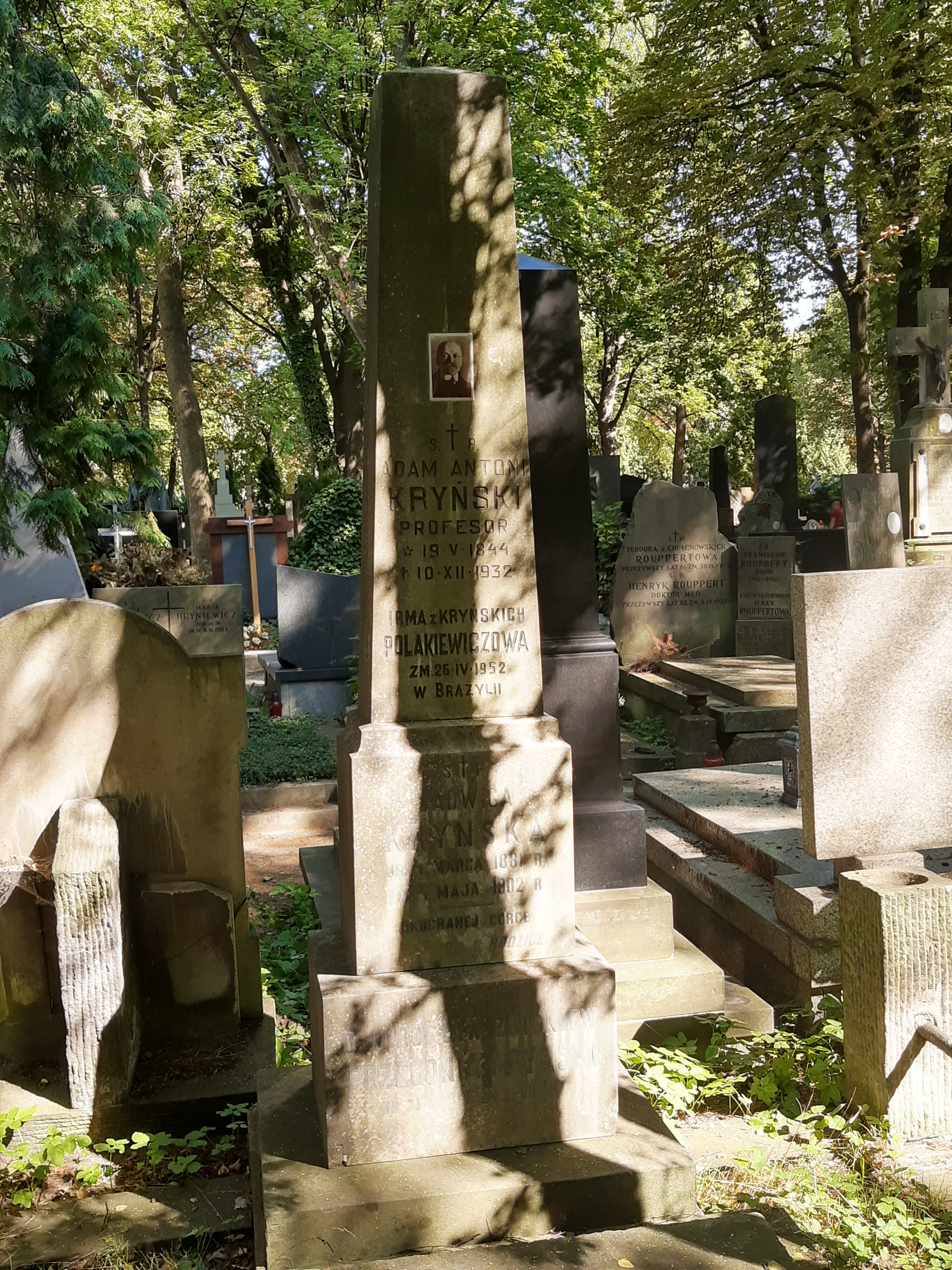
Grób Adama i Mirosława Kryńskiego na Starych Powązkach

Jego zainteresowania naukowe obejmowały gramatykę historyczną języka polskiego, filologię wschodniosłowiańską oraz heraldykę. Publikował na łamach "Prac Filologicznych", "Ludu", "Miesięcznika Heraldycznego", "Słowa Polskiego", "Dziennika Polskiego", "Myśli Narodowej". Z prac naukowych można wymienić:
- Gramatyka języka polskiego szkolna (1908, z ojcem Antonim)
- Rozbiory i sprawozdania (1911)
- Leonard Boniecki (1913)
- O używaniu nazw herbowych i nazwisk (1913)
- Z ruskich notat dialektologicznych (1913)
- Końcówka -go w dopełniaczu deklinacji zaimkowej języków słowiańskich (1915)
- Rozwój terytorialny języka polskiego (1916)